# Líšnice u Mohelnice
Líšnice (deutsch Lexen) ist eine Gemeinde in Tschechien. Sie liegt vier Kilometer südwestlich von Mohelnice und gehört zum Okres Šumperk.

## Geographie
Líšnice befindet sich am Abfall der Bouzovská vrchovina (Busauer Bergland) zur Mohelnická brázda (Müglitzer Furche). Das Dorf liegt linksseitig des Baches Podhrádek. Südwestlich erhebt sich die Horka (374 m).
Nachbarorte sind Vyšehorky und Podolí im Norden, Újezd, Dolní Válce und Horní Krčmy im Nordosten, Moravičany im Osten, Loštice, Žádlovice, Bradlec und Vlčice im Südosten, Svinov und Pavlov im Süden, Vacetín und Malá Střítež im Südwesten, Bušín und Studená Loučka im Westen sowie Starý Mlýn und Paseky im Nordwesten.

## Geschichte
Die erste Erwähnung des Freigutes und der Feste erfolgte im Jahre 1348 in der Landtafel als Besitz des Boček von Kunstadt, dessen Nachfahren auch das Prädikat von Líšnice verwendeten. Um 1400 bemächtigte sich der streitbare Heralt von Kunstadt, ein Onkel und späterer Vormund von Georg von Podiebrad, der Feste. 1418 erhielt Líšnice Stadtrechte. Zwischen 1417 und 1436 wurde die nur schwach besetzte Feste dreimal erobert. 1444 wurde Heralt von Kunstadt gefangen genommen und in Brünn hingerichtet. In dieser Zeit erlosch die Feste. Besitzer der Güter wurde Georg von Podiebrad als Vormund der Kinder Heralts. Während des böhmisch-ungarischen Krieges fielen Ende 1468 ungarische Truppen ein und verwüsteten die Gegend. 1490 verkauften die Herren von Kunstadt und Líšnice das Gut Líšnice mit den zugehörigen Dörfern an Hans Haugwitz von Biskupitz, der es seiner Burgherrschaft Busau zuschlug. Im 16. Jahrhundert wurde Líšnice wieder von Bouzov abgetrennt. Weitere Besitzer waren u. a. die Potstatský von Prusinowitz. In der Mitte des 16. Jahrhunderts setzte ein häufiger Besitzerwechsel und langsamer Ausverkauf der Herrschaft Líšnice ein. Der verbliebene Teil der Güter wurde 1656 an die Herrschaft Žádlovice angeschlossen. Nach dem Dreißigjährigen Krieg wurde die verödete Gegend mit Deutschen wiederbesiedelt. Im Hufenregister von 1677 sind für Lessenke 27 Anwesen ausgewiesen, von denen eines wüst lag. Das älteste Ortssiegel von Lessenske ist aus dem Jahre 1684 überliefert. Um 1750 entstand auf einem Schlag in den Wäldern die kleine Ansiedlung Passek. Seit 1764 galt Lexen als Dorf. 1834 lebten in den 62 Häusern des Ortes 473 Deutsche. Passek bestand aus sieben Häusern, die von 77 Menschen bewohnt wurden.
Nach der Aufhebung der Patrimonialherrschaften bildete Lexen/Leštnice mit dem Ortsteil Passek / Paseky ab 1850 eine Gemeinde im Bezirk Hohenstadt. 1890 entstand eine Dorfschule. Im Jahre 1900 bestand der Ort aus 73 Häusern und hatte 448 Einwohner, von denen 48 in Passek lebten. 1930 lebten in Lexen mit Passek 402 Menschen, davon waren 13 Tschechen. Nach dem Münchner Abkommen wurde die Gemeinde 1938 dem Deutschen Reich zugeschlagen und gehörte bis 1945 zum Landkreis Hohenstadt. 1939 hatte Lexen 403 Einwohner. Nach dem Ende des Zweiten Weltkrieges wurden die Deutschen vertrieben und Tschechen angesiedelt. In den 52 Häusern von Líšnice lebten 1950 271 Menschen. Paseky hatte zwei Einwohner, die in zwei Häusern lebten.
1961 wurde die Gemeinde dem Okres Šumperk zugeordnet und zugleich Vyšehorky als neuer Ortsteil angeschlossen. Im Jahre 1985 erfolgte die Zwangseingemeindung von Líšnice in die Stadt Mohelnice. Seit 1990 besteht die Gemeinde Líšnice wieder. Im Jahre 1991 lebten in den 80 Häusern der Gemeinde 276 Menschen, die 62 Häuser des Dorfes Líšnice hatten 214 Bewohner.

## Ortsgliederung
Die Gemeinde Líšnice besteht aus den Ortsteilen Líšnice (Lexen) und Vyšehorky (Allerheiligen) sowie den Einschichten Paseky (Passek) und Starý Mlýn.

## Sehenswürdigkeiten
- Kirche Aller Heiligen in Vyšehorky, erbaut in der Mitte des 13. Jahrhunderts
- Kapelle, errichtet in der Mitte des 19. Jahrhunderts
- Burgstall Líšnice bei Starý Mlýn, Reste der Feste aus dem 13. und 14. Jahrhundert
- Schloss Žádlovice, südöstlich des Ortes
- zwei Meilensteine aus der Mitte des 19. Jahrhunderts